# Костенко Роман Васильович
Роман Васильович Костенко (нар. 21 жовтня 1983) — секретар парламентського комітету з питань національної безпеки, оборони та розвідки, Народний депутат України 9-го скликання. Ветеран АТО, «кіборг». Полковник
У жовтні 2022 року увійшов до списку 25 найвпливовіших українських військових від НВ.

## Життєпис
Військовий позивний — «Гром».
З квітня 2014 року по травень 2019 року брав активну участь у воєнних діях під час проведення АТО/ООС.
У 2005 році закінчив Одеський інститут Сухопутних військ (спеціальність «Бойове застосування та управління діями підрозділів (частин, з'єднань) Сухопутних військ».
Був командиром взводу та заступником командира розвідувальної роти повітряно-десантної бригади Збройних силах.
Полковник СБУ, перебував на керівних посадах у Центрі спеціальних операцій «А» («Альфа») Служби безпеки України.
Кандидат у народні депутати від партії «Голос» на парламентських виборах 2019 року, № 14 у списку. На час виборів: військовослужбовець Служби безпеки України, безпартійний. Проживає в м. Києві. Секретар комітету з питань національної безпеки, оборони та розвідки (з 29 серпня 2019 року).
У 2020 закінчив Національну академію державного управління при Президентові України (магістр державного управління).
Заступник члена Постійної делегації у Парламентській асамблеї НАТО.
В ході російського вторгнення в Україну 2022 року брав безпосередню участь в обороні Миколаєва і прилеглих населених пунктів, визволенні Снігурівки.
Висловлювався за боротьбу з ухилянтами

## Нагороди
- Орден Богдана Хмельницького III ступеня (26 грудня 2014) — за особисту мужність і героїзм, виявлені у захисті державного суверенітету та територіальної цілісності України, вірність військовій присязі[13]
- Народний герой України[14]